# Analytisk marxism
Analytisk marxism betecknar en gren av marxismen som var framträdande bland engelsktalande filosofer och samhällsvetare under 1980-talet. Den var främst förknippad med den grupp av akademiker som kallade sig Septembergruppen. Gruppen kallade sig själva även för "non-bullshit Marxism" och karakteriserades, med David Millers ord, av "klart och strängt tänkande runt frågor som vanligtvis är täckta av ideologisk dimma." De mest framträdande medlemmarna i gruppen var G.A. Cohen, John Roemer, Jon Elster, Adam Przeworski, Erik Olin Wright och Philippe van Parijs.

## Början
Den analytiska marxismen anses ofta ha lanserats med G.A. Cohens bok Karl Marx's Theory of History: A Defence från 1978. Om man uppfattar begreppet något bredare kan man datera skolan så långt tillbaka som direkt efter andra världskriget med politisk-filosofiska verk av Karl Popper, H.B. Acton och John Plamenatz, vilka använde sig av den analytiska filosofin för att undersöka koherensen och vetenskapligheten hos marxismen som en historisk och social teori.
Dessa tänkare var alla fientligt inställda till marxismen. Syftet med Cohens bok var däremot att försvara den historiska materialismen. Han rekonstruerade den historiska materialismen genom en noggrann läsning av Marx texter, med målet att erbjuda den mest logiskt koherenta och sparsamma förklaringen. För Cohen var Marx historiska materialism en teknologiskt deterministisk teori, i vilken produktionsförhållandenas funktion förklaras av de materiella produktionsmedlen, och i vilken de politiska och juridiska institutionernas ("överbyggnaden") funktion förklaras av produktionsförhållandena ("basen"). Övergången från ett produktionssätt till ett annat drivs fram av produktionsmedlens tendens att utvecklas. Cohen förklarar denna tendens genom att hänvisa till mänsklighetens rationella karaktär: när det finns möjlighet att utveckla en mer produktiv teknologi och därmed reducera arbetsbördan, kommer människor att ta den. Följaktligen kan mänsklighetens historia förstås som den gradvisa utvecklingen av mänsklig produktivitet.

## Exploatering
Samtidigt som Cohen arbetade med Karl Marx's Theory of History använde den amerikanske ekonomen John Roemer neoklassisk ekonomi som ett försvar av marxistiska begrepp som exploatering och klasser. I sin General Theory of Exploitation and Class från 1982 använde Roemer rational choice och spelteori för att demonstrera hur exploatering och klassrelationer kan uppstå i utvecklingen av en arbetsmarknad. Roemer förkastade senare tanken på att arbetsvärdeteorin var nödvändig för att förklara exploatering och klasser. Värde kunde i princip förklaras i termer av vilken varuinput som helst, exempelvis olja eller vete, snarare än uteslutande mänskligt arbete. Roemer drog slutsatsen att exploatering och klass inte genererades i produktionssfären utan i den fria marknaden. Betecknande nog implicerade exploatering, som en strikt teknisk kategori, något moraliskt ont.

## Rational Choice Marxism
I mitten av 1980-talet sågs analytisk marxism som ett "paradigm". Septembergruppen hade träffats under flera år, och en följd av texter av medlemmarna publicerades. Flera av dessa framträdde i tryckt form i Cambridgeuniversitetets tidnings följetong "Studies in Marxism and Social Theory", vilken inkluderade Jon Elsters Making Sense of Marx från 1985 och Adam Przeworskis Capitalism and Social Democracy från 1986. Elsters redogörelse var en uttömmande trål genom Marx' texter för att slå fast vad som kunde räddas från marxismen med hjälp av verktygen rational choice och metodologisk individualism (vilket Elster försvarade som den enda formen av förklaring som var lämplig i samhällsvetenskapen). Hans slutsats var, i motsats till Cohen, att ingen generell teori om historien som en utveckling av produktionsmedel kunde räddas. Liksom Roemer förkastade han även arbetsvärdeteorin och i stort sett hela Marx' ekonomiska teori. Den dialektiska metoden räddades som en form av hegeliansk obskurantism. Teorin om ideologi och revolution fortsatte att vara användbar till viss utsträckning, men bara efter det att de hade blivit rensade från sin holism och funktionalism och etablerade på grunden av individualistisk metodologi och en kausal eller intentionalistisk förklaring.
Przeworski använder i sin bok rational choice och spelteori för att demonstrera att revolutionära strategier anammade av socialister under 1900-talet troligtvis skulle misslyckas eftersom det låg i arbetarnas rationella intresse att sträva efter att reformera kapitalismen genom godkännandet av fackföreningar, förbättrade löner och livsstandard, snarare än att gå revolutionens riskfyllda väg. Przeworskis bok är klart influerad av ekonomiska förklaringar av politiskt beteende som framfört av tänkare som Anthony Downs (An Economic Theory of Democracy, 1957) och Mancur Olson (The Logic of Collective Action, 1971).

## Rättvisa
De analytiska (och rational choice) marxisterna positionerade sig på en rad olika placeringar på vänsterskalan, från kommunism till reformistisk socialdemokrati. Under 1980-talet började de flesta av dem erkänna erkänna marxismen som en teori kapabel att förklara revolution i termer av den ekonomiska dynamiken i kapitalismen och proletariatets klassintresses frustrerande. De var i stort sett överens om att transformationen av kapitalismen var ett etiskt projekt. Under 1980-talet utvecklades en debatt inom akademisk-marxistiska kretsar om huruvida marxism skulle kunna ta till sig en rättviseteori. Debatten hade klara förbindelser med återupplivandet av normativ politisk filosofi efter publicerandet av John Rawlss A Theory of Justice 1971. Medan analytisk moralfilosofi hävdar att man är fri att fatta ett moraliskt omdömde som är i allas lika intresse i alla situationer, förblev vissa kommentatorer fientligt inställda till idén om en marxistisk rättviseteori. De hävdade att Marx inte såg rättvisa som någonting annat än en borgerlig ideologisk konstruktion som hade designats för att rättfärdiga exploateringen genom hänvisning till ömsesidigheten i lönekontraktet. De analytiska marxisterna förkastade däremot den uppfattningen. De hävdade att en marxistisk rättviseteori var tvungen att betona egalitarianism. För Cohen innebar det en involvering av moral- och politisk filosofi för att visa på orättvisorna i den fria marknaden, och genom konstruktionen av en lämplig egalitär måttstock. Detta argument fortföljs i en av Cohens senaste böcker, Self-Ownership, Freedom and Equality från 1995 och If You're an Egalitarian How Come You're So Rich? från 2000.
I kontrast till traditionell marxism så förkastar Cohen argumentet att kapitalism är orättvist eftersom arbetarna upplever alienation eller en brist på självförverkligande som arbetare. För Cohen är detta baserat på en ohållbar metafysisk uppfattning om människans natur och historisk utveckling: påståendet att alla har ett syfte och sikte på ett mål, produktivt arbete. På grund av att påståendet inte kan härledas från a priori-sanningar eller från erfarenheten så är det inte möjligt att rättfärdiga genom de begränsade medlen som är tillgängliga i den analytiska filosofin.
Cohen skiljer sig i än högra grad från tidigare marxister genom att hävda att kapitalism är ett orättfärdigt system baserat på exploatering, inte för att arbetarnas produkt "stjäls" av arbetsköpare, utan därför att det är ett system där autonomin kränks, vilket leder till en orättvis fördelningen av fördelar och bördor. Enligt den traditionella förklaringen uppkommer exploatering och orättvisor eftersom icke-arbetare lägger beslag på värdet som arbetas fram, någonting som i ett socialistiskt samhälle skulle undvikas genom ett gemensamt ägande av produktionsmedlen. Cohen hävdar att antagandet att arbetare äger sig själva och därför bör äga det som de producerar, stödjer hans tes. Eftersom arbetaren betalas mindre i lön än värdet av hans arbetsprodukt sägs kapitalisten stjäla mervärdet från arbetarens arbetsinsats, därmed stjälandes en del av arbetsprodukten, arbetarens tid och hans kraft.
Cohen hävdar att begreppet om självägarskap passar bra med Rawls differensprincip eftersom det försäkrar "varje människas rättighet till sitt vara och sina krafter" – det vill säga att man alltid behandlas som ett mål och aldrig som ett medel – men betonar också att det finns vissa gemensamma nämnare mellan den marxistiska uppfattningen om rättvisa och Robert Nozicks libertarianism. However, much as Cohen criticises Rawls for treating people's personal powers as just another external resource for which no individual can claim merit, so does he charge Nozick with moving beyond the concept of self-ownership to his own right-wing "thesis" of self-ownership. In Cohen's view, Nozick's mistake is to endow people's claims to legitimately acquire external resources with the same moral quality that belongs to people's ownership of themselves.[källa behövs] Med andra ord, libertarianism tillåter ojämlikheter att uppstå från skillnader i talang och skillnader i externa resurser, men den gör detta därför att den antar att världen är till för att tas i privat ägande.

## Kritik
Analytisk marxism har kritiserats både från marxistiskt och icke-marxistiskt håll.

### Metod
En rad kritiker hävdade att analytisk marxism utgick från felaktiga metodologiska och epistemologiska premisser. Medan analytiska marxister avfärdade dialektiskt orienterad marxism som "bullshit" så vidhöll många av dessa att det karaktäristiska för marxistisk filosofi går förlorad om den förstås på ett icke-dialektiskt vis. Det avgörande draget för marxistisk filosofi, säger kritikerna, är att den inte är en ren reflektion över världen, en rå materialism, utan snarare ett ingripande i världen sammanbundet med mänsklig praxis. Enligt detta synsätt karaktäriserar analytisk marxism felaktigt intellektuell aktivitet som pågåendes i isolering från de kamper som utgör dess sociala och politiska innehåll, samtidigt som det gör lite, om något alls, för den kampen. Enligt de dialektiska marxisterna så urvattnar den analytiska marxismen teorin och förvandlar den från en systematisk doktrin om revolutionär transformation till en uppsättning enskilda teser som står och faller på basis av deras logiska konsistens och empiriska validitet.
Den analytiska marxismens icke-marxistiska kritiker har också kritiserat dess metodologiska svagheter. Mot Elster och rational choice-marxisterna hävdades det att metodologisk individualism inte var den enda giltiga förklaringsformen i samhällsvetenskapen, att funktionalism i avsaknad av "mikro-grunder" kunde kvarstå som en övertygande och givande undersökningssätt, samt att rational choice och spelteori var långtifrån universellt accepterade som sunda eller användbara som modeller av sociala institutioner och processer.

## Idag
Idag träffas den så kallade Septembergruppen vartannat år. Vissa av de gamla medlemmarna har gått ur gruppen, andra har gått med.
Dagens mest framträdande analytiska marxister fokuserar idag även på andra områden, som moralfilosofi och politisk filosofi (Cohen, van Parijs), och demokratisk teori användandes ekonomiska modeller (Roemer, Elster).

### Allmänna källor
- A Brief History, Scope, and Peculiarities of "Analytical Marxism" från Review of Radical Political Economics, 2006. Hämtat 2007-12-07.